# Antau
Antau (kroatisch Otava, ungarisch Selegszántó) ist eine Gemeinde mit 846 Einwohnern (Stand 1. Jänner 2025) im Bezirk Mattersburg im Burgenland in Österreich.
Im Ort gibt es eine größere Anzahl von Angehörigen der burgenlandkroatischen Minderheit.

## Geografie
Antau liegt im Wulkatal und direkt an der Wulka, dem einzigen Fluss der in den Neusiedlersee mündet. Antau ist der einzige Ort in der Gemeinde.

### Gemeindegliederung
Antau besteht aus einer einzigen, gleichnamigen Katastralgemeinde bzw. Ortschaft.

### Nachbargemeinden
| Hirm               | Wulkaprodersdorf (EU)                       |                 |
| Zemendorf-Stöttera | Kompassrose, die auf Nachbargemeinden zeigt | Zagersdorf (EU) |
|                    | Draßburg                                    |                 |

## Geschichte

Antau (Mitte unten) um 1873 (Aufnahmeblatt der Landesaufnahme)

Vor Christi Geburt war das Gebiet Teil des keltischen Königreiches Noricum und gehörte zur Umgebung der keltischen Höhensiedlung Burg auf dem Schwarzenbacher Burgberg.
Später unter den Römern lag das heutige Antau dann in der Provinz Pannonia.
Wie die Herkunft des Ortsnamens zeigt, war der seit 1245 nachgewiesene Ort zunächst von Ungarn besiedelt.
Die erste Karte des Ortes, die sogenannte Walter-Karte, wurde im Barockzeitalter in den Jahren 1750/1754 hergestellt. Auf dieser waren bereits mehrere Häuser, drei Mühlen, diverse Bildstöcke, die Kirche und die Anna-Kapelle verzeichnet.
Der Ort gehörte wie das gesamte Burgenland bis 1920/21 zu Ungarn (Deutsch-Westungarn). Seit 1898 musste aufgrund der Magyarisierungspolitik der Regierung in Budapest der ungarische Ortsname Selegszántó verwendet werden. Nach Ende des Ersten Weltkriegs wurde nach zähen Verhandlungen Deutsch-Westungarn in den Verträgen von St. Germain und Trianon 1919 Österreich zugesprochen. Der Ort gehört seit 1921 zum neu gegründeten Bundesland Burgenland (siehe auch Geschichte des Burgenlandes).
1971 erfolgte der Zusammenschluss mit Hirm, Sitz der neu geschaffenen Gemeinde Hirm-Antau war Hirm. 1991 wurden die beiden Ortsteile wieder getrennt und erneut zwei eigenständige Gemeinden.

### Herkunft des Ortsnamens
Bezeugt ist der Ortsname seit 1245 als Zantho. Eine Urkunde aus dem Jahr 1390 erwähnt die Poss(essio) Zanthou et pratum Nadasreth dictum iuxta fluvium Bulka al(io) nom(ine) Selegh dictum („Besitzung Szántó [Antau] und die Nádásrét genannte Wiese am Fluss Bulka [Wulka], der mit anderem Namen auch Seleg heißt“).
Diese Bezeichnung ist mit dem heutigen ung. Wort szántó „Acker“ zu verbinden. Die Siedlung hat ihren Namen also von der Lage an einem Acker. Die Gegend wurde folglich ursprünglich von Ungarn bewohnt. Wie dies auch bei ursprünglich slawischen Ortsnamen in Ostösterreich zwischen 800 und 1200 üblich war, übernahm man den ungarischen Anlaut /s/ als [ts] ins Deutsche. Später wurde dieser Anlaut mit der bei Ortsnamen häufigen mhd. Präposition ze identifiziert, wodurch als vermeintlich eigentlicher Name nur noch Antau übrig blieb. Auch der Name der burgenländischen Gemeinde Andau im Seewinkel geht auf denselben Ursprung zurück.
Die ungarische Form des Ortsnamens ist heute, nach der Lage an der Wulka und zur Unterscheidung von Andau im Seewinkel, Selegszántó („Antau an der Wulka“).

### Bevölkerungsentwicklung

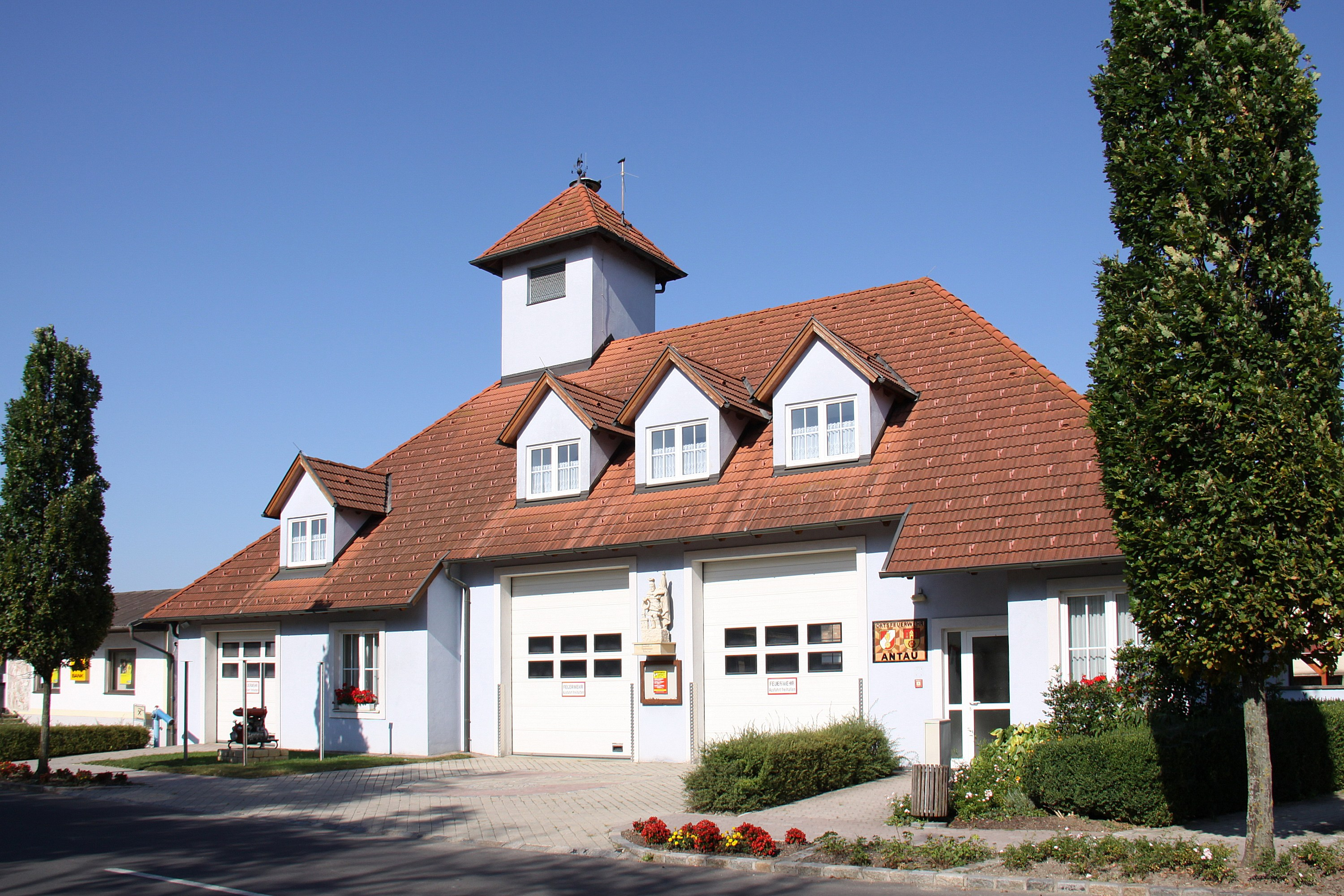
Haus der Freiwilligen Feuerwehr

Nach der Volkszählung 2001 hatte Antau 753 Einwohner, von denen sich 64,9 % zur deutschsprachigen Volksgruppe und 26,2 % zur Volksgruppe der Burgenland-Kroaten bekannten (weitere 3,5 % der Bevölkerung gaben Kroatisch als vorwiegende Umgangssprache an).

### Religion
Der Anteil der Bevölkerung, die sich 2001 zur römisch-katholischen Kirche bekannte, betrug 85,1 %. Die zweitgrößte Religionsgemeinschaft war der Islam mit 3,2 %.

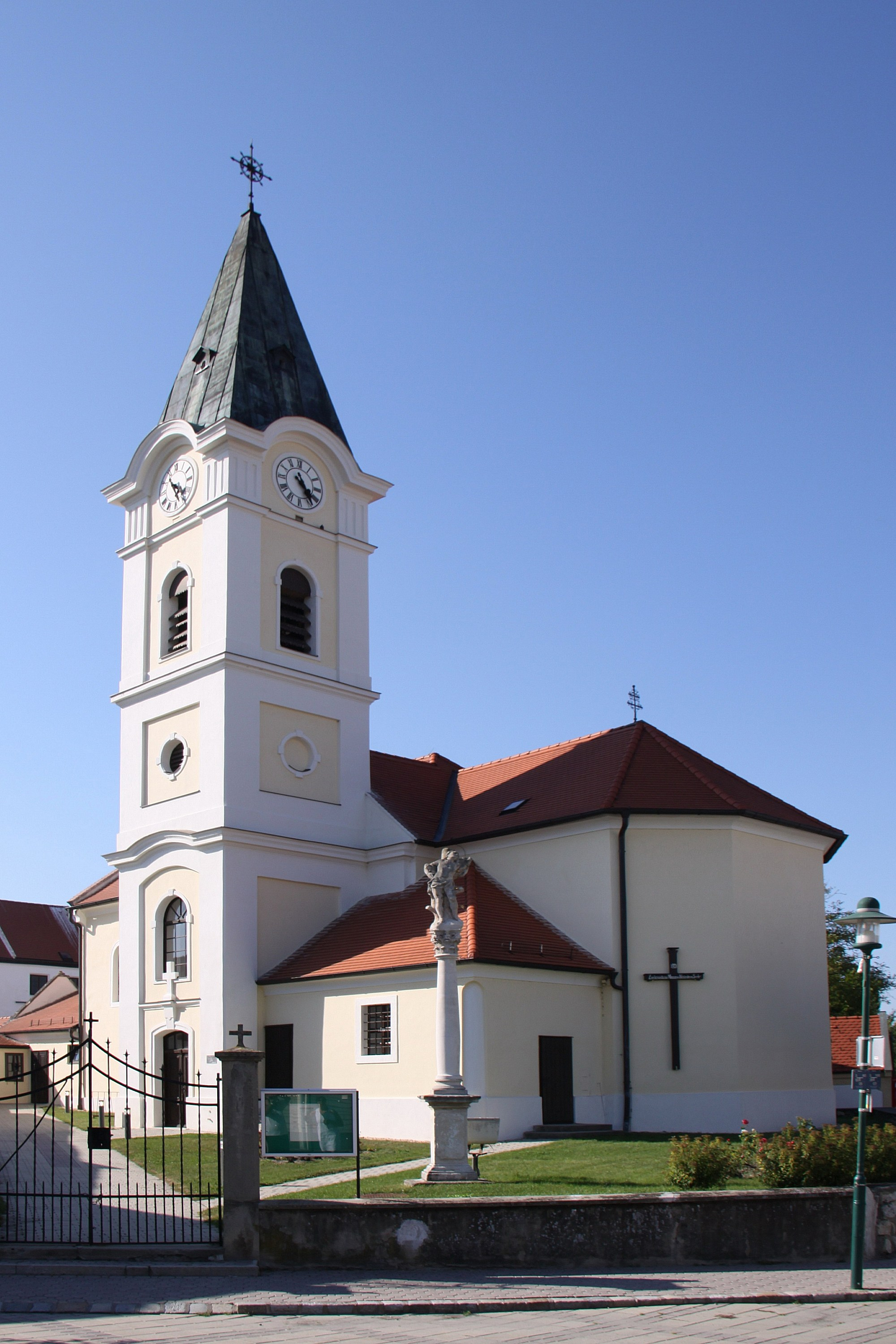
Pfarrkirche Antau

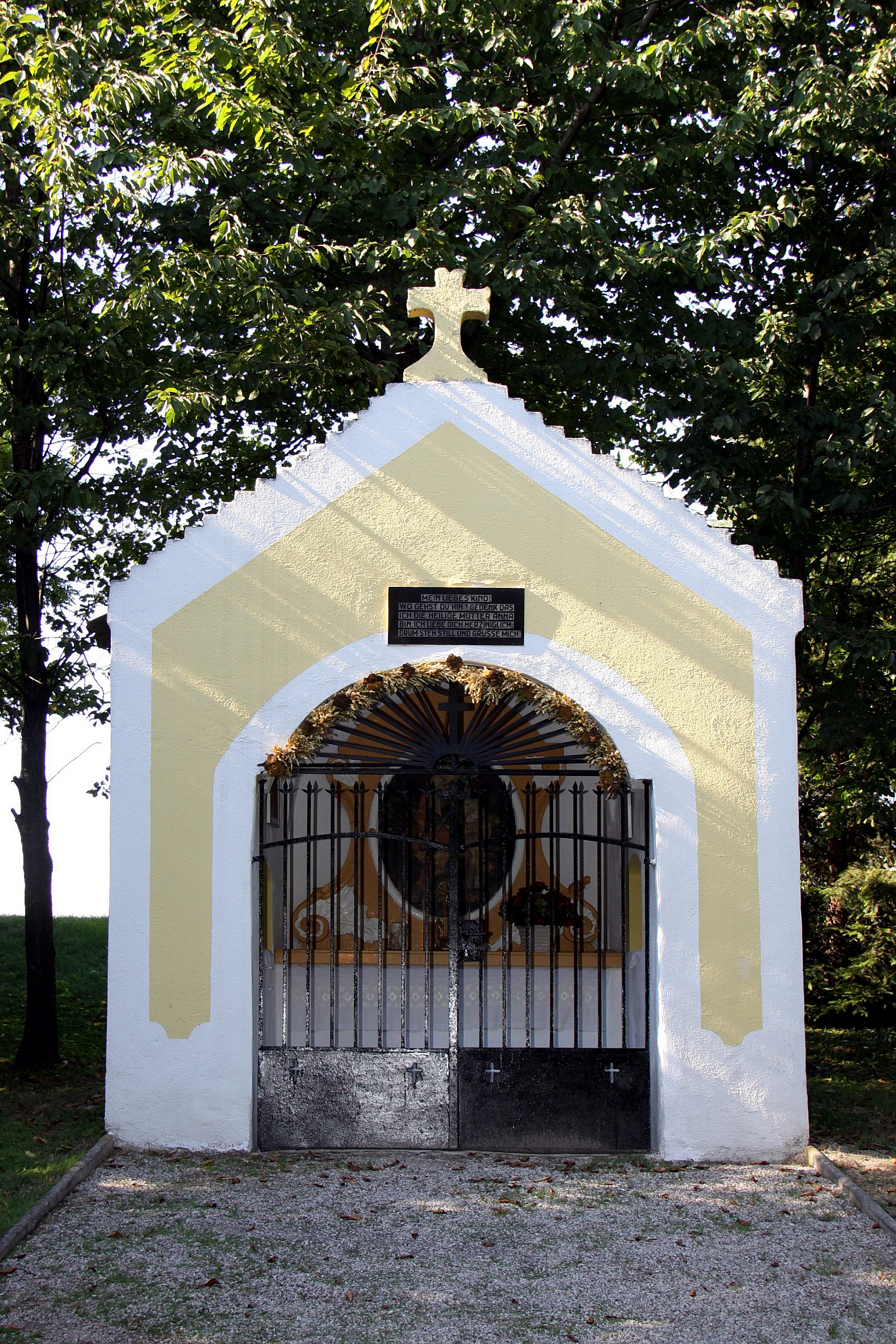
Anna-Kapelle

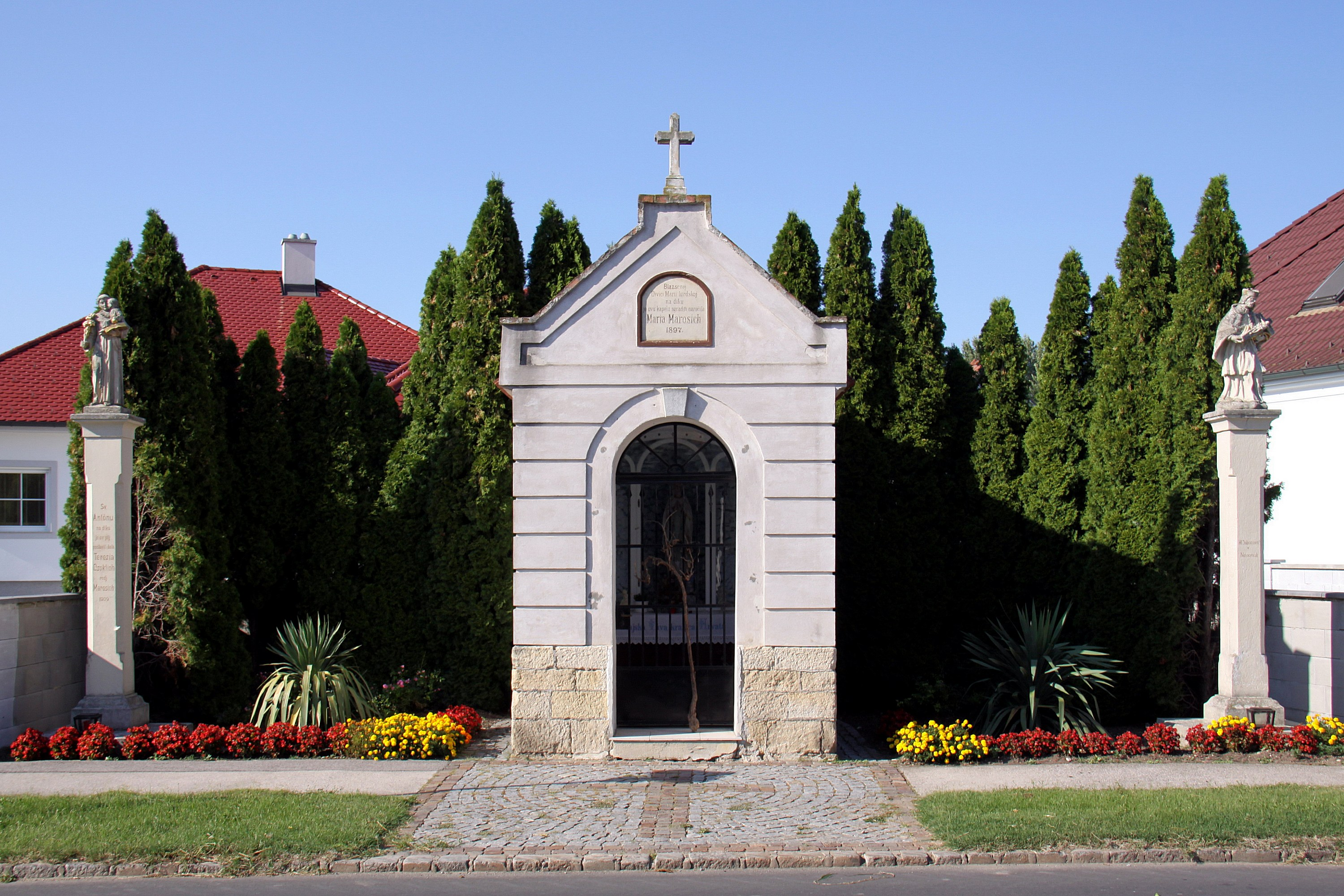
Lourdeskapelle mit hl. Antonius (links) und hl. Johannes Nepomuk (rechts)

## Kultur und Sehenswürdigkeiten
Denkmale unter Denkmalschutz:
- Pest-/Dreifaltigkeitssäule
- Rittermühle/Kirchenmühle (Wohnhaus, Speicherbau, und Mühlengebäude)
- Kath. Pfarrkirche hl. Andreas
- Sebastiansäule
- Figurenbildstock hl. Antonius von Padua
- Anna-Kapelle mit Figurenbildstock, Ecce homo und weiterem Figurenbildstock
- Lourdeskapelle mit Hll. Antonius und Johannes Nepomuk
- Bildstock, Weißes Kreuz, Wiesengasse

## Politik

### Gemeinderat
Der Gemeinderat umfasst aufgrund der Einwohnerzahl insgesamt 13 Mitglieder.
| Partei          | 2022             | 2022             | 2022             | 2017             | 2017             | 2017             | 2012             | 2012             | 2012             | 2007             | 2007             | 2007             | 2002             | 2002             | 2002             | 1997             | 1997             | 1997             |
| Partei          | Sti.             | %                | M.               | Sti.             | %                | M.               | Sti.             | %                | M.               | Sti.             | %                | M.               | Sti.             | %                | M.               | Sti.             | %                | M.               |
| --------------- | ---------------- | ---------------- | ---------------- | ---------------- | ---------------- | ---------------- | ---------------- | ---------------- | ---------------- | ---------------- | ---------------- | ---------------- | ---------------- | ---------------- | ---------------- | ---------------- | ---------------- | ---------------- |
| ÖVP             | 254              | 46,52            | 6                | 331              | 59,32            | 8                | 329              | 60,26            | 8                | 333              | 65,04            | 9                | 312              | 59,66            | 8                | 282              | 58,75            | 8                |
| SPÖ             | 237              | 43,41            | 6                | 133              | 23,84            | 3                | 147              | 26,92            | 4                | 179              | 34,96            | 4                | 195              | 37,28            | 5                | 142              | 29,58            | 4                |
| FLA             | 55               | 10,07            | 1                | nicht kandidiert | nicht kandidiert | nicht kandidiert | nicht kandidiert | nicht kandidiert | nicht kandidiert | nicht kandidiert | nicht kandidiert | nicht kandidiert | nicht kandidiert | nicht kandidiert | nicht kandidiert | nicht kandidiert | nicht kandidiert | nicht kandidiert |
| FPÖ             | nicht kandidiert | nicht kandidiert | nicht kandidiert | 94               | 16,85            | 2                | 70               | 12,82            | 1                | nicht kandidiert | nicht kandidiert | nicht kandidiert | nicht kandidiert | nicht kandidiert | nicht kandidiert | nicht kandidiert | nicht kandidiert | nicht kandidiert |
| Grüne           | nicht kandidiert | nicht kandidiert | nicht kandidiert | nicht kandidiert | nicht kandidiert | nicht kandidiert | nicht kandidiert | nicht kandidiert | nicht kandidiert | nicht kandidiert | nicht kandidiert | nicht kandidiert | 16               | 3,06             | 0                | 17               | 3,54             | 0                |
| LISTE           | nicht kandidiert | nicht kandidiert | nicht kandidiert | nicht kandidiert | nicht kandidiert | nicht kandidiert | nicht kandidiert | nicht kandidiert | nicht kandidiert | nicht kandidiert | nicht kandidiert | nicht kandidiert | nicht kandidiert | nicht kandidiert | nicht kandidiert | 39               | 8,13             | 1                |
| Wahlberechtigte | 705              | 705              | 705              | 662              | 662              | 662              | 655              | 655              | 655              | 615              | 615              | 615              | 596              | 596              | 596              | 554              | 554              | 554              |
| Wahlbeteiligung | 82,84 %          | 82,84 %          | 82,84 %          | 88,37 %          | 88,37 %          | 88,37 %          | 88,40 %          | 88,40 %          | 88,40 %          | 88,46 %          | 88,46 %          | 88,46 %          | 89,93 %          | 89,93 %          | 89,93 %          | 92,96 %          | 92,96 %          | 92,96 %          |

### Gemeindevorstand
Neben Bürgermeister Frank Wiemer (ÖVP) und Vizebürgermeister Michael Strass (SPÖ) gehört weiters Wolfgang Höher (ÖVP) dem Gemeindevorstand an.

### Bürgermeister
Bürgermeister ist seit 2022 Frank Wiemer (ÖVP). Er wurde nach dem Rücktritt des ehemaligen Bürgermeisters Adalbert Endl vom Gemeinderat gewählt. Endl setzte sich bei der Bürgermeisterdirektwahl 2017 gegenüber seinen Mitbewerbern mit 68,13 % der Stimmen durch. Christian Huber (SPÖ) erreichte 18,21 %, Bernd Jankovitsch (FPÖ) 13,66 % der Wähler.
Bei der Wahl im Oktober 2022 wurde Frank Wiemer mit 51,41 Prozent der Stimmen im ersten Wahlgang im Amt bestätigt.

### Chronik der Bürgermeister
| von  | bis  | Bürgermeister     |
| ---- | ---- | ----------------- |
| 1945 | 1950 | Johann Kriszanich |
| 1950 | 1954 | Johann Welkovich  |
| 1954 | 1962 | Stefan Mangold    |
| 1962 | 1970 | Viktor Pohl       |
| 1970 | 1971 | Franz Unger       |

| von  | bis  | Bürgermeister          |
| ---- | ---- | ---------------------- |
| 1971 | 1974 | Karl Mangold           |
| 1974 | 1989 | Georg Puhm (SPÖ)       |
| 1990 | 1991 | Alfred Schreiner (SPÖ) |

| von       | bis       | Bürgermeister    |
| --------- | --------- | ---------------- |
| 1991      | 2007      | Stefan Jagschich |
| 2007      | 2022      | Adalbert Endl    |
| seit 2022 | seit 2022 | Frank Wiemer     |

## Persönlichkeiten
- Pál Gombás (1909–1971), Physiker
- Thomas Borenitsch (* 1980), Fußballspieler
- Phillipp Schmiedl (* 1997), Fußballspieler

## Sonstiges

### Auszeichnungen für die Gemeinde
- 1991 Jugendfreundlichste Gemeinde
- 1992 Jugendfreundlichste Gemeinde
- 2001 Schönste Gemeinde des Burgenlandes
- 2003 Drittschönste Gemeinde in Europa

Im Rahmen des europäischen Wettbewerbes „Entente Florale Europe“ wurde Antau 2002 mit einer Bronzemedaille in der Kategorie Dorf ausgezeichnet.